# Heteroleius navicula
Heteroleius navicula är en kvalsterart som först beskrevs av Berlese 1913.  Heteroleius navicula ingår i släktet Heteroleius och familjen Hemileiidae. Inga underarter finns listade i Catalogue of Life.